# Muzeum św. Maksymiliana
Muzeum św. Maksymiliana „Był człowiek” – muzeum biograficzno-historyczne, funkcjonujące na terenie klasztoru Niepokalanów, otwarte dla zwiedzających w sierpniu 1998 r. Poświęcone jest życiu i pracy o. Maksymiliana Kolbego, który w obozie w Auschwitz ofiarował życie za jednego ze współwięźniów, działalności klasztoru-wydawnictwa Niepokalanów, jak również misjom franciszkańskim na różnych kontynentach.

## Powstanie Muzeum
Pierwotnie muzeum dedykowane św. Maksymilianowi znajdowało się w tzw. Sali pamiątek. Było to pomieszczenie obejmujące większą część starej kaplicy drewnianej, pochodzącej z lat 1927-29. Kiedy wspomnianej kaplicy przywrócono pierwotną funkcję, muzeum przeniesiono do jednego z przedwojennych budynków Niepokalanowa, gdzie wcześniej znajdowały się pralnia i stolarnia. Myślą wiodącą po ekspozycji stało się hasło „Był człowiek”.
Otwarcia i poświęcenia pierwszych dwóch części (historycznej i kolbiańskiej) muzeum dokonał kard. Józef Glemp w dniu 6 sierpnia 1998 r. Przy tej okazji wyraził nadzieję, że nowa wystawa będzie „solidną katechezą”, ukazującą zwiedzającym najkrótszą drogę do Boga. Nieco później, 20 września 1998 r., muzeum zostało powiększone o trzecią część – misyjną, której otwarcia dokonał bp Jan Wilk – franciszkański biskup-misjonarz pracujący w Brazylii.
Zamieszczone eksponaty, fotografie z objaśnieniami i inne pamiątki prezentują życie i działalność założyciela klasztoru oraz rozwój samego Niepokalanowa. Ekspozycje, zgromadzone w trzech salach, przygotowali pracownicy z Muzeum Miasta Pabianic. Wystawa otwarta jest do zwiedzania codziennie w godz. od 8.00 do 17.00.

## Ekspozycje
W pierwszej sali, przypominającej historię klasztoru, wita odwiedzających figura św. Maksymiliana, wykonana z brązu przez włoskiego rzeźbiarza Roberto Joppolo z Viterbo. Figura została poświęcona w czasie uroczystości kanonizacyjnych w październiku 1982 r. przez papieża Jana Pawła II. W późniejszym czasie wspomnianą figurę powielono w 4 kopiach (dla Polski, Japonii oraz Ameryki).
W części drugiej można zapoznać się z życiem św. Maksymiliana Kolbego – zaczynając od dzieciństwa, przez młodość i studia, aż po jego działalność w Polsce i w Japonii na polu wydawniczym i misyjnym. Zamieszczone reprodukcje przedwojennych fotografii z podpisami pokazują także, jak krok po kroku powstawał i funkcjonował wielki klasztor-wydawnictwo, zwany Niepokalanowem. Znajduje się tu również replika jego drugiej celi zakonnej, gdzie mieszkał od połowy 1936 roku (po powrocie z Japonii) do lutego 1941 (kiedy został aresztowany).
Trzecia, ostatnia sala prezentuje eksponaty pochodzące z misji franciszkańskich, prowadzonych w takich krajach, jak Japonia, Brazylia, Zambia, Peru, Kenia czy Tanzania. Eksponaty te zostały przywiezione w większości przez pracujących tam misjonarzy. Są tu również pamiątki, ukazujące sławę pośmiertną oraz ogłoszenie świętym Męczennika z obozu w Auschwitz.
Do obiektów, cieszących się dużym zainteresowaniem odwiedzających, należą zasuszone piranie, skóry z węża oraz misternie wykonane paschał i krzyż (dary gdańskiej pielgrzymki wspólnot trzeźwościowych). Nietypowe pochodzenie mają dwa spośród zgromadzonych obrazów: obraz św. Maksymiliana wykonano ze znaczków pocztowych, natomiast obraz Matki Bożej utkany jest z ziaren zboża.

## Galeria zdjęć

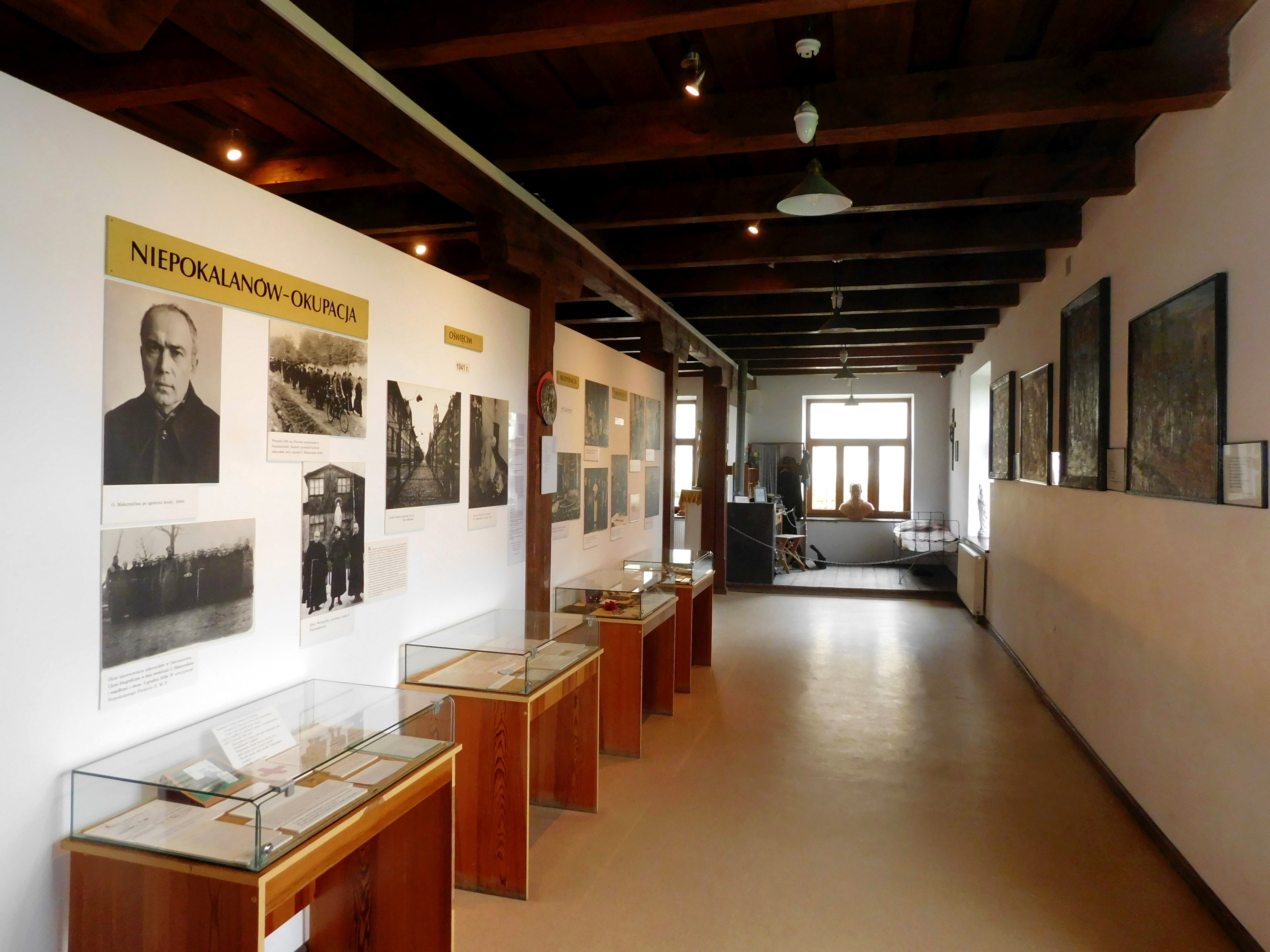
„Był człowiek” – wnętrze muzeum
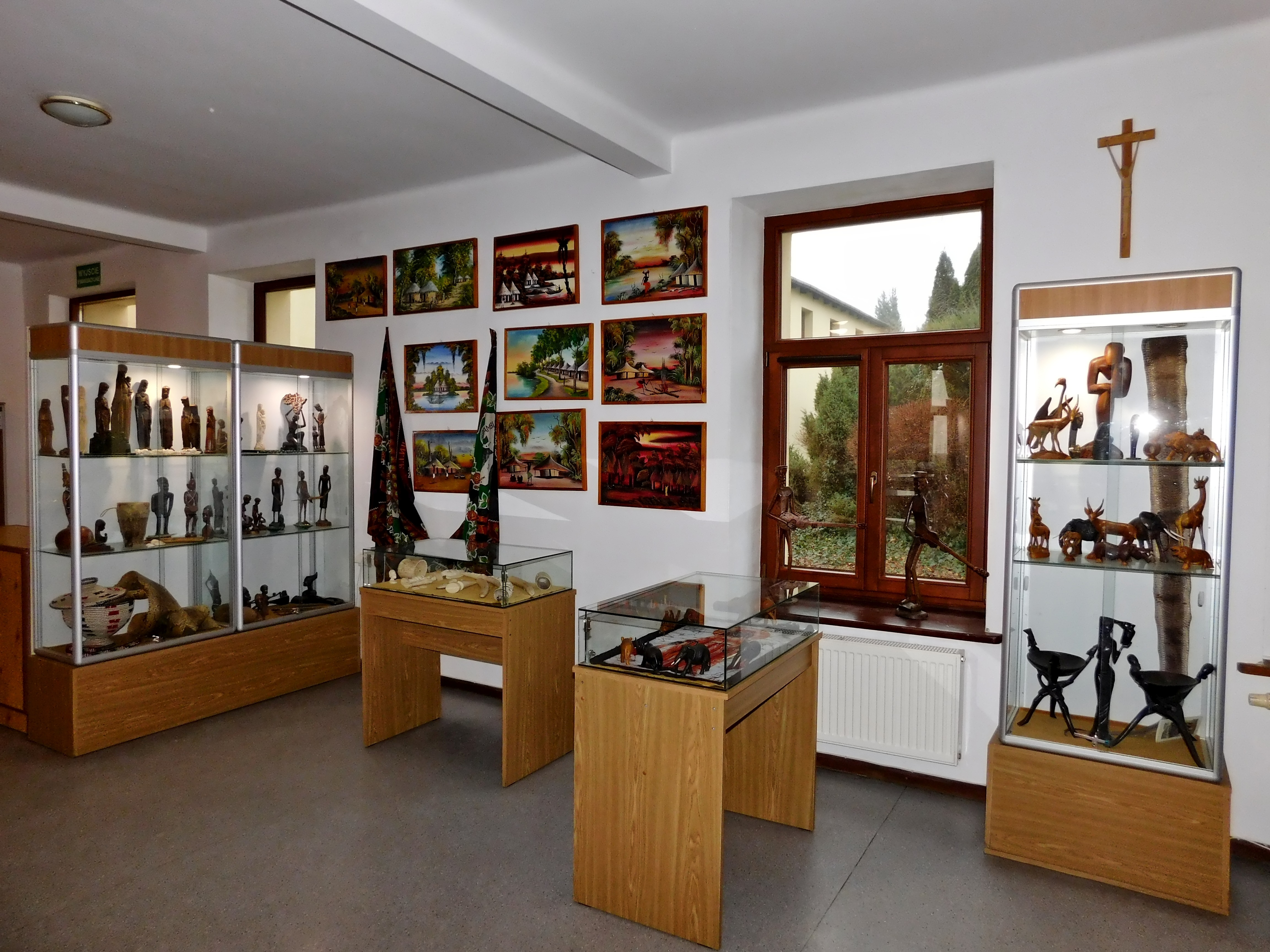
Eksponaty z misji afrykańskich
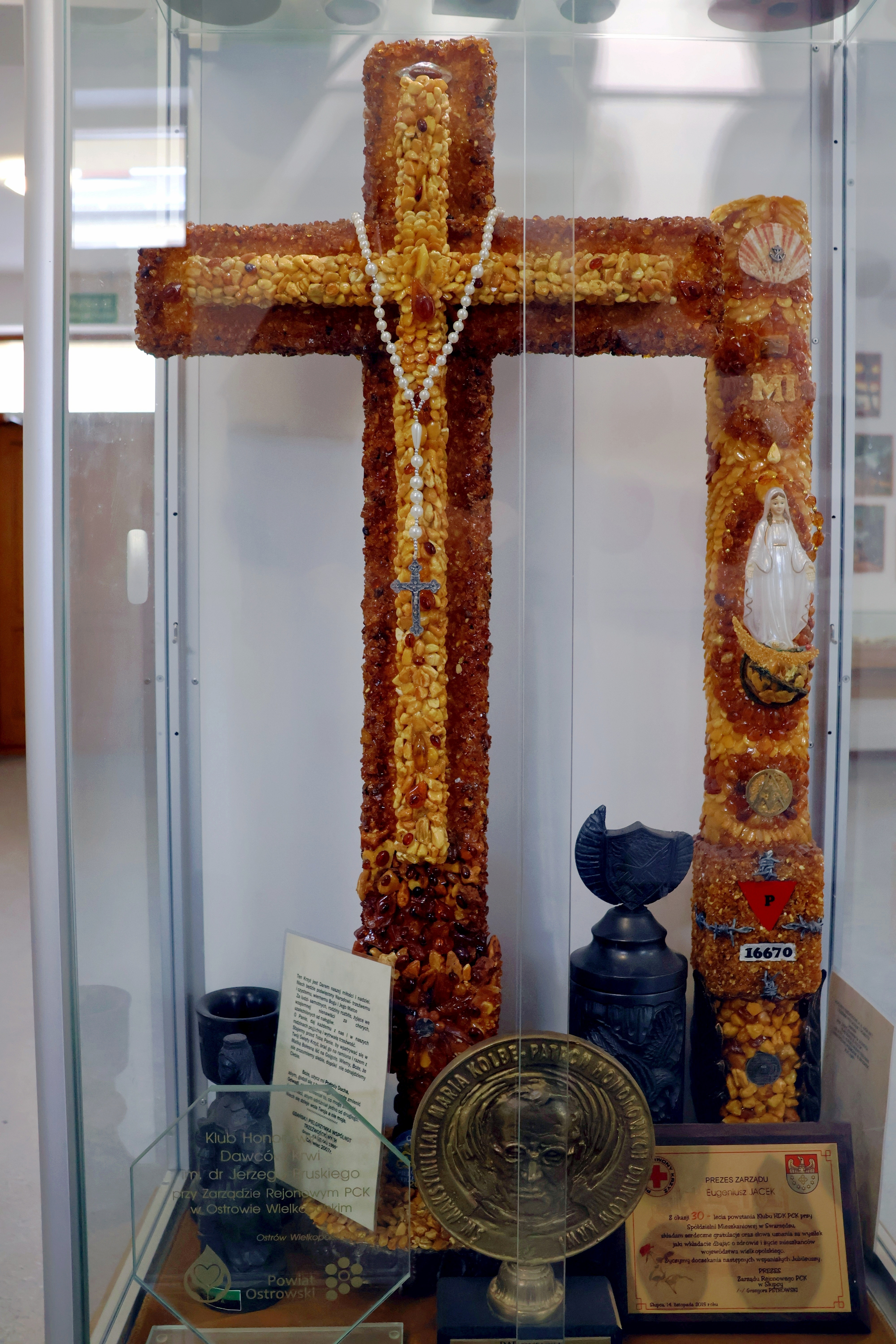
Krzyż i paschał – dar gdańskich pielgrzymów
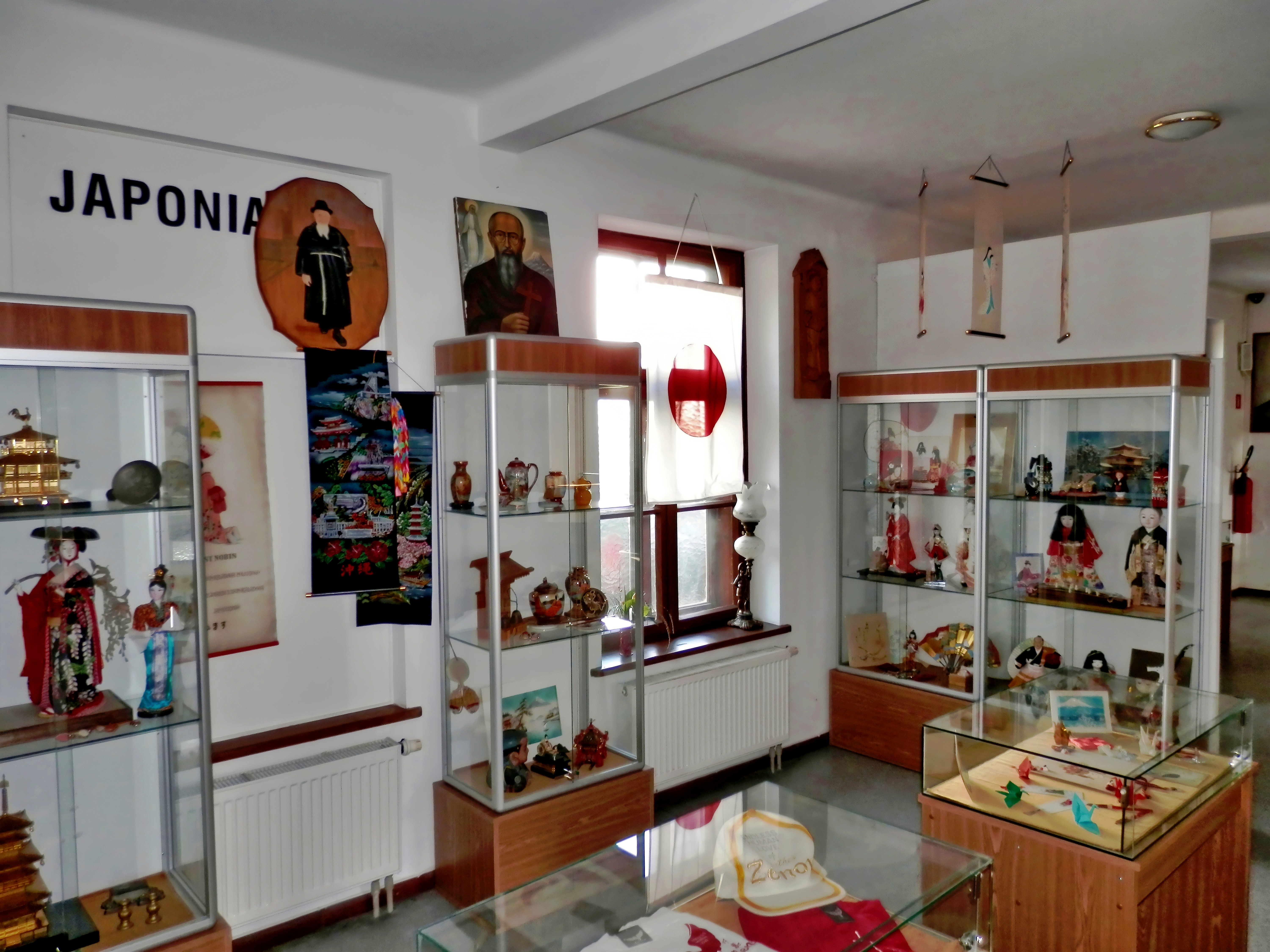
Część misyjna – eksponaty japońskie

## Linki i źródła
- Strona klasztoru niepokalanowskiego – historia i współczesność Niepokalanowa
- Mariusz Paczóski OFM Conv., 70 lat Niepokalanowa. Wydawnictwo Ojców Franciszkanów, Niepokalanów 1999, ISBN 83-87638-14-5
- O Niepokalanowie na stronie warszawskiej prowincji franciszkanów
- Katalog franciszkańskiej prowincji MB Niepokalanej w Polsce (Niepokalanów, s. 145–152). Wydawnictwo Michalineum, Marki 2000
- Miasto Niepokalanej s. 216-219, w: Rycerz Niepokalanej nr 7-8/2010, Niepokalanów, ISSN 0208-8878